# Phorticella tortia
Phorticella tortia är en tvåvingeart som beskrevs av Addison Wynn och Masanori Joseph Toda 1990. Phorticella tortia ingår i släktet Phorticella och familjen daggflugor.
Artens utbredningsområde är Myanmar. Inga underarter finns listade i Catalogue of Life.